# Formosatettix tokaiensis
Formosatettix tokaiensis är en insektsart som beskrevs av Uchida, M. 2001. Formosatettix tokaiensis ingår i släktet Formosatettix och familjen torngräshoppor. Inga underarter finns listade i Catalogue of Life.